# Kei Tomiyama
Kunichika Tomiyama  (冨山 邦親?, Tomiyama Kunichika), principalmente conosciuto con lo pseudonimo Kei Tomiyama (富山 敬?, Tomiyama Kei) (Anshan, 21 ottobre 1938 – Shinjuku, 25 settembre 1995) è stato un doppiatore e attore giapponese, affiliato con l'agenzia Sigma Seven. Durante la sua vita, Tomiyama è stato affiliato con la Aoni Production e la Production Baobab.
Tomiyama era principalmente conosciuto per i suoi ruoli in L'uomo tigre (Naoto Date/Tiger Mask), Corazzata spaziale Yamato (Susumu Kodai), UFO Robot Goldrake (Duke Fleed/Daisuke Umon), la serie Time Bokan (Narratore), GeGeGe no Kitaro (Nezumi-Otoko), Chibi Maruko-chan (Tomozō Sakura) e Legend of the Galactic Heroes (Yang Wen-li).

## Ruoli

### Serie televisive
- Animal 1 (Tōjirō)
- Animation Kikō: Marco Polo no Bōken (Marco Polo)
- Anmitsu Hime (Gennai Hiraga, delegation leader (numero 40))
- Aoi Blink (Henry)
- Arrow Emblem Hawk of the Grand Prix (Takaya Todoroki)
- Asari-chan (Iwashi Hamano/Papa)
- Attack on Tomorrow (Fuwa, Narratore)
- Batman: The Animated Series (Mad Hatter)
- Candy Candy (Terius Graham Grandchester)
- Chibi Maruko-chan (Tomozou Sakura (First voice), Shintarou Honami (First voice))
- Ganpa no Bōken (Gakusha)
- GeGeGe no Kitaro (3ª serie) (Nezumi Otoko)
- Il giro del mondo di Willy Fog (Rigodon)
- Jetter Mars (Ham Egg)
- Kimba, il leone bianco (Ham Egg)
- Karakuri Kengō Den Musashi Lord (Bokuden)
- Kaibutsu-kun (TV 1980) (Bem)
- Kimagure Orange Road (Takashi Kasuga)
- Konchū Monogatari: Minashigo Hutch (Hutch's Noppo)
- Kyattō Ninden Teyandee (Sontoku Emichi (numero 17))
- Kyōfu no Kyō-chan (Downtown no Gottsu Ee Kanji) (Electricity shop assistant)
- La Stella della Senna (Milan)
- Mach Go! Go! Go! (Sabu)
- Maison Ikkoku (Iioka)
- Mokku Woody the Oak Tree (Chikaro the Monkey)
- Obatarian (Yoshio)
- Oh! Family (Wilfred Anderson)
- Hello Spank (Fujinami)
- Once Upon a Time... Space (Professor Maestro)
- Oraa Guzura Dado (Papa)
- Otoko Ippiki Gaki Taishō (Mankichi Togawa)
- Sabu to Ichi torimono hikae (Sabu (numero 1-33))
- Samurai Giants (Ban Banba)
- Sangokushi (Zhuge Liang)
- Science Fiction Saiyuki Starzinger (Sir Djorgo)
- Science Ninja Team Gatchaman (Father Alan, Michael)
- Serendipity the Pink Dragon (Prime Minister Dolf)
- Soreike! Anpanman (SL Man)
- Space Battleship Yamato series (Susumu Kodai)
- God Sigma (Dantō Toshiya)
- Star of the Giants (Haruhiko Bokujō, Kōji Ōta, newspaper reporter)
- L'Uomo Tigre (Naoto Date/Tiger Mask)
- Time Bokan Series (Narration)
  - Gyakuten! Ippatsuman (Sokkyu Go/Ippatsuman)
- Thunderbirds 2086 (Eric Jones)
- UFO Robot Goldrake (Daisuke Umon/Duke Fleed)
- The Ultraman (Chōichirō Hikari)
- Urusei Yatsura (Invader (numero 167))
- Yume Senshi Wingman (Shunichi Hokusou/Keytackler)
- What's Michael? (Michael)
- Kaibutsu-kun  (Bem)

### OVA
- Area 88 (Micky Simon)
- Final Fantasy: Legend of the Crystals (Gush Hassam)
- Gall Force (Exenon)
- Legend of the Galactic Heroes (Yang Wen-li)

### Film d'animazione
- Charlie - Anche i cani vanno in paradiso Charlie B. Barken
- Golgo 13 (Robert Dawson)
- Nine
- Yellow Submarine (Ringo Starr)